# كي تاني
كي تاني (باليابانية: 谷啓؛ بالكانا: たに けい) هو مؤدي صوت ومغني وممثل ياباني، ولد في 22 فبراير 1932 في طوكيو في اليابان، وتوفي في 11 سبتمبر 2010.

## وصلات خارجية
- الموقع الرسمي
- كي تاني على موقع IMDb (الإنجليزية)
- كي تاني على موقع ألو سيني (الفرنسية)
- كي تاني على موقع ميوزك برينز (الإنجليزية)
- كي تاني على موقع أول موفي (الإنجليزية)
- كي تاني على موقع ديسكوغز (الإنجليزية)
- كي تاني على موقع قاعدة بيانات الفيلم (الإنجليزية)
- كي تاني على موقع كينوبويسك (الروسية)
- كي تاني على موقع ANN person (الإنجليزية)